# Mine de Panandhro
La mine de Panandhro est une mine à ciel ouvert de charbon située en Inde.